# Franz Junger
Franz Junger (Chiusa, 26 novembre 1882 – Bressanone, 14 dicembre 1934) è stato uno scrittore ed editore altoatesino di lingua tedesca.
Figlio di un dirigente della pubblica amministrazione austriaco originario del Salisburghese, dopo aver conseguito la maturità a Varna, Junger frequentò l'Università di Innsbruck, dove studiò germanistica ma senza aver mai completato il corso.
Divenuto insegnante di una scuola tedesca di Trento, nel 1914 fu richiamato alle armi nell'esercito austro-ungarico, dal quale fu congedato dopo essere stato ferito gravemente in una delle prime battaglie dell'Isonzo. Al termine del conflitto si stabilì dapprima a Bressanone e poi a Merano, dove fu titolare di una tabaccheria: in quest'ultima città, assieme al compagno d'armi Ludwig March, fondò nel 1920 la rivista mensile Der Schlern.
Morì nel 1934 a seguito degli effetti tardivi delle ferite rimediate nella prima guerra mondiale.